# Palmeira-das-canárias
Palmeira-das-canárias é a designação comum dada à espécie Phoenix canariensis Hort. ex Chabaud, uma palmeira (Arecaceae) oriunda das ilhas Canárias, hoje amplamente divulgada nas zonas temperadas de ambos os hemisférios como planta ornamental.

## Características
A palmeira-das-canárias cresce até aos 20 m de altura, com um espique (caule das palmeiras) dotado de grande robustez e flexibilidade que atinge de 70 a 90 cm de diâmetro.
As folhas são largas frondes pinadas, atingindo até 6 m de comprimento, com de 80 a 100 folíolos em cada lado da ráquis central.
O fruto é uma drupa oval com 2 cm de comprido e 1 cm de diâmetro, que quando maduro é de cor amarela a laranja vivo. A polpa do fruto é comestível, embora demasiado fina e pouco açucarada para constituir um fruto interessante para consumo humano. Cada fruto contém uma única semente envolta por um tegumento lenhificado.
```
Esta árvore é uma arvore de folha persistente.
```

## Cultivo e uso

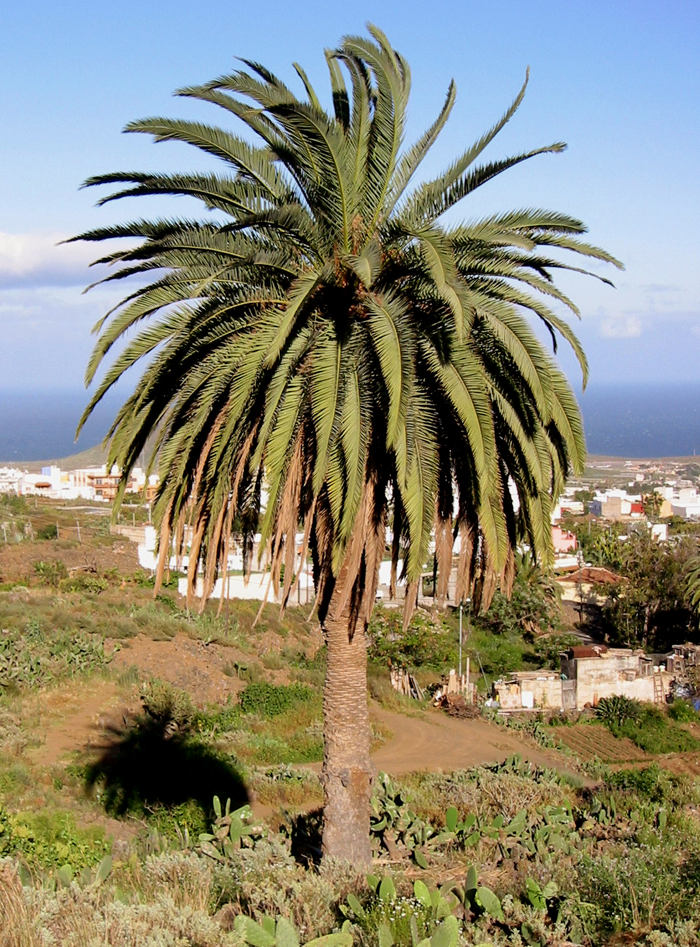
Palmeira-das-canárias

A palmeira-das-canárias é abundantemente usada como planta ornamental nas regiões temperadas de toda a Terra tendo como limite as zonas onde a temperatura mínima não desça abaixo de −10 °C.
É uma planta extremamente resistente ao vento, balouçando fortemente sem partir devido à flexibilidade do seu espique (o caule das palmeiras). Resiste bem à salinidade do ar e da chuva, pelo que pode ser utilizada em zonas ventosas da beira-mar.
Na Ilha de La Gomera (Espanha), os nativos fazem extração de mel da parte mais superficial do tronco desta palmeira, de forma semelhante àquela que os seringueiros fazem para extrair látex da seiva das seringueiras.